# Sumowanie
Sumowanie – operacja dodawania ciągu liczb, której wynikiem jest suma. Jeśli liczby są dodawane kolejno od lewej do prawej, to pośrednie wyniki nazywa się sumami częściowymi lub cząstkowymi. Sumowane liczby (zwane składnikami) mogą być całkowite, rzeczywiste lub zespolone. Oprócz liczb sumowaniu mogą podlegać również inne wielkości: wektory, macierze, wielomiany, lub ogólnie, elementy grupy addytywnej (a nawet monoid). Dla ciągów o skończonej liczbie takich elementów sumowanie zawsze zwraca dobrze określoną sumę.
Sumowanie ciągów nieskończonych nie zawsze jest możliwe, a kiedy wartość nieskończonego sumowania może być podana, to obejmuje ona więcej niż tylko zwykłą operację dodawania, mianowicie pojęcie granicy. Sumowanie nieskończonych ciągów tworzy konstrukcję zwaną szeregiem. Innym pojęciem obejmującym granice skończonych sum jest całka. Pojęcie sumowania nabiera szczególnego znaczenia w powiązaniu z ekstrapolacją w kontekście szeregów rozbieżnych.
Sumowanie ciągu [1, 2, 4, 2] to wyrażenie, którego wartością jest suma wszystkich elementów ciągu. W podanym przykładzie to 1 + 2 + 4 + 2 = 9. Ponieważ dodawanie jest łączne, wynik nie zależy od kolejności wykonywanych działań, na przykład (1 + 2) + (4 + 2) lub 1 + ((2 + 4) + 2) daje w wyniku 9, stąd zazwyczaj pomijane są nawiasy w przypadku wielokrotnego dodawania. Dodawanie jest ponadto przemienne, więc permutacja wyrazów skończonego ciągu również nie zmienia jego sumy (w przypadku ciągów nieskończonych ta właściwość nie zawsze jest prawdziwa; zobacz twierdzenie Riemanna o szeregach warunkowo zbieżnych i kryteria zbieżności szeregów).
Nie ma specjalnego wyróżnionego zapisu sumowania jawnie podanych ciągów, gdyż odpowiadające mu wyrażenie wielokrotnego dodawania jest w tym przypadku wystarczające. Drobne trudności pojawiają się, gdy ciąg jest jednoelementowy: sumowanie ciągu jednoelementowego nie zawiera znaku dodawania (jest więc nieodróżnialne od wyniku), a sumowanie ciągu pustego nie da się nawet zapisać (lecz można podać w jego sumę „0”). Jednak gdy wyrazy ciągu układają się w jakiś wzór to użyteczny, a nawet niezbędny, staje się operator sumowania. Na przykład jeśli rozpatrywać sumowanie liczb całkowitych od 1 do 100, można wykorzystać wielokropek w wyrażeniu dodawania, aby oznaczyć brakujące wyrazy: 1 + 2 + 3 + ... + 99 + 100. W tym przykładzie wzór jest łatwy do odgadnięcia, lecz dla bardziej skomplikowanych przypadków konieczne jest bardziej precyzyjne określanie kolejnych wyrazów, które można osiągnąć dzięki operatorowi „Σ”. Korzystając z tego operatora, ten sam przykład można zapisać jako:
{\displaystyle \sum _{i=1}^{100}i.}
Wartością tego sumowania jest 5050. Można ją znaleźć bez wykonywania 99 dodawań, ponieważ można wykazać (metodą indukcji matematycznej), że
{\displaystyle \sum _{i=1}^{n}i={\frac {n(n+1)}{2}}}
dla wszystkich liczb naturalnych {\displaystyle n.}

## Zapis

### Duża litera sigma
W zapisie matematycznym do przedstawiania w zwarty sposób sumowania wielu podobnych wyrazów stosuje się symbol sumowania „Σ”, wywodzący się z wielkiej greckiej litery sigma. Jest on zdefiniowany jako:
{\displaystyle \sum _{i=m}^{n}x_{i}=x_{m}+x_{m+1}+x_{m+2}+\ldots +x_{n-1}+x_{n},}
gdzie {\displaystyle i} oznacza indeks sumowania, {\displaystyle x_{i}} to zmienna przedstawiająca każdy kolejny wyraz w szeregu, {\displaystyle m} to dolna granica sumowania, a {\displaystyle n} to górna granica sumowania. Wyrażenie „i = m” pod symbolem sumowania oznacza, że indeks {\displaystyle i} rozpoczyna się od wartości {\displaystyle m.} Następnie dla każdego kolejnego wyrazu indeks {\displaystyle i} jest zwiększany o 1, aż {\displaystyle i} osiągnie wartość {\displaystyle n} (tj. {\displaystyle i=n}), który jest ostatnim wyrazem sumowania.
Poniżej jest przykład ukazujący sumowanie kwadratów kilku kolejnych liczb naturalnych:
{\displaystyle \sum _{i=3}^{6}i^{2}=3^{2}+4^{2}+5^{2}+6^{2}=86.}
W zapisie nieformalnym czasami pomija się definiowanie indeksu i granic, jeśli wynikają one jasno z kontekstu, np.:
{\displaystyle \sum x_{i}^{2}=\sum _{i=1}^{n}x_{i}^{2}.}
Spotykane są również inne uogólnione zapisy, w których podawane są różnorakie warunki logiczne, a wyznaczana suma dotyczy wszystkich wartości spełniających zadane kryteria. Na przykład:
{\displaystyle \sum _{0\leqslant k<100}f(k),}
to suma {\displaystyle f(k)} dla wszystkich (całkowitych) {\displaystyle k} w zadanym zakresie,
{\displaystyle \sum _{x\in S}f(x),}
to suma {\displaystyle f(x)} dla wszystkich elementów {\displaystyle x} należących do zbioru {\displaystyle S,} a
{\displaystyle \sum _{d|n}\;\mu (d),}
to suma {\displaystyle \mu (d)} dla wszystkich dodatnich liczb całkowitych {\displaystyle n} podzielnych przez {\displaystyle d.}
Istnieje także sposób na uogólnienie stosowania wielu znaków sigma, na przykład:
{\displaystyle \sum _{\ell ,\ell '}}
oznacza to samo co
{\displaystyle \sum _{\ell }\sum _{\ell '}.}
Podobny zapis jest stosowany w przypadku iloczynu wyrazów ciągu, które jest podobne do sumowania, lecz zamiast dodawania stosuje się operację mnożenia (a wynikiem iloczynu pustego ciągu jest 1 zamiast 0). Stosowana jest taka sama konstrukcja zapisu, lecz z symbolem „Π”, wielkiej greckiej litery Pi, w miejscu {\displaystyle \Sigma .}

## Przypadki szczególne
Możliwe jest sumowanie mniej niż dwóch składników.
- Jeśli sumowany jest tylko jeden składnik {\displaystyle x,} to wynikiem jest {\displaystyle x.}
- Jeśli sumowany jest pusty zbiór składników, to wynikiem jest zero, ponieważ zero jest elementem neutralnym dodawania. Jest to tzw. pusta suma.

Takie zdegenerowane przypadki mogą się pojawić przy stosowaniu symbolu sumowania. Na przykład jeśli {\displaystyle m=n} w definicji powyżej, to sumowaniu podlega tylko jeden składnik, natomiast jeśli {\displaystyle m>n,} to w sumowaniu nie ma składników.

## Tożsamości
Poniższe wzory dotyczą sum skończonych.

### Przekształcenia ogólne
{\displaystyle \sum _{n=s}^{t}C\cdot f(n)=C\cdot \sum _{n=s}^{t}f(n),} gdzie {\displaystyle C} jest stałą
{\displaystyle \sum _{n=s}^{t}f(n)+\sum _{n=s}^{t}g(n)=\sum _{n=s}^{t}\left[f(n)+g(n)\right]}
{\displaystyle \sum _{n=s}^{t}f(n)-\sum _{n=s}^{t}g(n)=\sum _{n=s}^{t}\left[f(n)-g(n)\right]}
{\displaystyle \sum _{n=s}^{t}f(n)=\sum _{n=s+p}^{t+p}f(n-p)}
{\displaystyle \sum _{n=s}^{j}f(n)+\sum _{n=j+1}^{t}f(n)=\sum _{n=s}^{t}f(n)}
{\displaystyle \left(\sum _{i=k_{0}}^{k_{1}}a_{i}\right)\left(\sum _{j=l_{0}}^{l_{1}}b_{j}\right)=\sum _{i=k_{0}}^{k_{1}}\sum _{j=l_{0}}^{l_{1}}a_{i}b_{j}}
{\displaystyle \sum _{i=k_{0}}^{k_{1}}\sum _{j=l_{0}}^{l_{1}}a_{i,j}=\sum _{j=l_{0}}^{l_{1}}\sum _{i=k_{0}}^{k_{1}}a_{i,j}}
{\displaystyle \sum _{n=0}^{t}f(2n)+\sum _{n=0}^{t}f(2n+1)=\sum _{n=0}^{2t+1}f(n)}
{\displaystyle \sum _{n=0}^{t}\sum _{i=0}^{z-1}f(z\cdot n+i)=\sum _{n=0}^{z\cdot t+z-1}f(n)}
{\displaystyle \sum _{n=s}^{t}\ln f(n)=\ln \prod _{n=s}^{t}f(n)}
{\displaystyle c^{\left[\sum _{n=s}^{t}f(n)\right]}=\prod _{n=s}^{t}c^{f(n)}}

### Wybrane sumy wyrażeń wielomianowych
{\displaystyle \sum _{i=m}^{n}1=n+1-m}
{\displaystyle \sum _{i=1}^{n}{\frac {1}{i}}=H_{n}} (liczby harmoniczne)
{\displaystyle \sum _{i=m}^{n}i={\frac {(n+1-m)(n+m)}{2}}} (ciąg arytmetyczny)
{\displaystyle \sum _{i=0}^{n}i=\sum _{i=1}^{n}i={\frac {n(n+1)}{2}}} (specjalny przypadek ciągu arytmetycznego)
{\displaystyle \sum _{i=0}^{n}i^{2}={\frac {n(n+1)(2n+1)}{6}}={\frac {n^{3}}{3}}+{\frac {n^{2}}{2}}+{\frac {n}{6}}}
{\displaystyle \sum _{i=0}^{n}i^{3}=\left({\frac {n(n+1)}{2}}\right)^{2}={\frac {n^{4}}{4}}+{\frac {n^{3}}{2}}+{\frac {n^{2}}{4}}=\left[\sum _{i=1}^{n}i\right]^{2}}
{\displaystyle \sum _{i=0}^{n}i^{4}={\frac {n(n+1)(2n+1)(3n^{2}+3n-1)}{30}}={\frac {n^{5}}{5}}+{\frac {n^{4}}{2}}+{\frac {n^{3}}{3}}-{\frac {n}{30}}}
{\displaystyle \sum _{i=0}^{n}i^{p}={\frac {(n+1)^{p+1}}{p+1}}+\sum _{k=1}^{p}{\frac {B_{k}}{p-k+1}}{p \choose k}(n+1)^{p-k+1}} gdzie {\displaystyle B_{k}} oznacza liczby Bernoulliego
Poniższe wzory to przekształcenia {\displaystyle \sum _{i=0}^{n}i^{3}=\left(\sum _{i=0}^{n}i\right)^{2}} do bardziej ogólnej formy, w której ciągi rozpoczynają się od dowolnej liczby naturalnej (tj. {\displaystyle m\in \mathbb {N} }):
{\displaystyle \left(\sum _{i=m}^{n}i\right)^{2}=\sum _{i=m}^{n}(i^{3}-im(m-1))}
{\displaystyle \sum _{i=m}^{n}i^{3}=\left(\sum _{i=m}^{n}i\right)^{2}+m(m-1)\sum _{i=m}^{n}i}

### Wybrane sumy obejmujące wyrazy wykładnicze
W sumowaniach poniżej {\displaystyle x} jest stałą różną od 1
{\displaystyle \sum _{i=m}^{n-1}x^{i}={\frac {x^{m}-x^{n}}{1-x}}} ({\displaystyle m<n;} ciąg geometryczny)
{\displaystyle \sum _{i=0}^{n-1}x^{i}={\frac {1-x^{n}}{1-x}}} (ciąg geometryczny rozpoczynający się od 1)
{\displaystyle \sum _{i=0}^{n-1}ix^{i}={\frac {x-nx^{n}+(n-1)x^{n+1}}{(1-x)^{2}}}}
{\displaystyle \sum _{i=0}^{n-1}i2^{i}=2+(n-2)2^{n}} (przypadek specjalny, w którym {\displaystyle x=2})
{\displaystyle \sum _{i=0}^{n-1}{\frac {i}{2^{i}}}=2-{\frac {n+1}{2^{n-1}}}} (przypadek specjalny, w którym {\displaystyle x=1/2})

### Kilka sum obejmujących symbol Newtona
{\displaystyle \sum _{i=0}^{n}{n \choose i}=2^{n}}
{\displaystyle \sum _{i=1}^{n}i{n \choose i}=n2^{n-1}}
{\displaystyle \sum _{i=0}^{n}i!\cdot {n \choose i}=\lfloor n!\cdot e\rfloor }
{\displaystyle \sum _{i=0}^{n-1}{i \choose k}={n \choose k+1}}
{\displaystyle \sum _{i=0}^{n}{n \choose i}a^{(n-i)}b^{i}=(a+b)^{n},} dwumian Newtona